# 1996 DT3
1996 DT3 är en asteroid i huvudbältet som upptäcktes den 16 februari 1996 av den belgiske astronomen Eric W. Elst vid CERGA-observatoriet.